# Интернет на нещата
Интернет на нещата (на английски: Internet of Things, съкр. IoT), известен още като интернет на вещите (от рус. Интернет вещей) или интернет на обектите, е концепция за компютърна мрежа от физически обекти (устройства, превозни средства, сгради и други предмети и вещи), притежаващи вградени електронни устройства за взаимодействие помежду си или с външната среда. Тази концепция разглежда организацията на такива мрежи като явление, способно да преустрои икономическите и обществени процеси така, че да изключи необходимостта от участие на човека в част от действията и операциите.
Концепцията е формулирана през 1999 г. като разширение на приложението на радиочестотна идентификация (RFID) при взаимодействието на физически обекти един с друг и с околната среда. Започвайки от 2010-те години, концепцията „интернет на вещите“ се изпълва с многообразно технологично съдържание и се внедряват нови практически решения и тя се смята за възходяща тенденция в информационните технологии, преди всичко благодарение на повсеместното разпространение на безпроводните мрежи, появяването на облачните изчисления, развитието на технологиите за междумашинно взаимодействие, началото на активния преход към IPv6 и усвояването на програмно-конфигурируемите мрежи.

## История
Концепцията и терминът за нея са формулирани за пръв път от основателя на изследователската група „Auto-ID“ при Масачузетския технологичен институт Кевин Аштън (Kevin Ashton) през 1999 г. на презентация пред ръководството на Procter & Gamble. В презентацията се разказвало за това как всестранното внедряване на радиочестотните маркери може да видоизмени системите за управление на логистичните вериги в една корпорация.
През 2004 г. в Scientific American е публикувана обширна статия, посветена на „интернета на вещите“, нагледно демонстрираща възможностите на концепцията в бита: демонстрирано е как битови уреди (будилник, климатик), домашни системи (за поливане на градината, охранителни, за управление на осветлението), сензори (топлинни, за осветеност и за движение) и вещи (например лекарства, снабдени с идентификационен маркер) могат да взаимодействат един с друг и осигуряват напълно автоматично изпълнение на процесите (включват кафе-машината, регулират осветлението, напомнят за вземане на лекарства, поддържат температурата, осигуряват редовно поливане на градината, пестят електроенергия). За целта се използват различни комуникационни мрежи (инфрачервени, безжични, силови и слаботокови мрежи). Сами по себе си представените варианти на домашна автоматизация не са нови, но публикацията се фокусира върху обединяването на устройствата и предметите в единна компютърна мрежа, обслужвана от интернет протоколи и разглеждането на „интернета на вещите“ като особен феномен.
В доклад на Съвета за национално разузнаване на САЩ (National Intelligence Council) от 2008 г. „интернетът на вещите“ фигурира като една от шестте потенциално разрушителни технологии, защото повсеместното и незабележимо за потребителите превръщане в интернет възли на такива разпространени предмети като опаковки на стоки, мебели, хартиени документи, може да представлява риск за националната информационна сигурност.
Аналитиците на Cisco смятат периода 2008 – 2009 г. за „истинското раждане“ на „интернета на вещите“, тъй като по техни оценки, именно в този промеждутък от време броят устройства, включени към глобалната мрежа, е надминал броя на населението на Земята, с което „интернетът на хората“ е станал „интернет на вещите“.
От 2009 г. при поддръжката на Еврокомисията в Брюксел ежегодно се провежда конференция Internet of Things, на която се представят доклади от еврокомисари и депутати от Европарламента, правителствени чиновници, ръководители на големи компании като SAP AG, SAS Institute, Telefónica, водещи учени.
От началото на 2010-те години „интернетът на вещите“ става движеща сила на парадигмата за „изчисленията в мъглата“ (на английски: fog computing), разпростираща принципите на облачните изчисления от центровете за обработка на данни към огромния брой взаимодействащи си и географски разпределени устройства, която се разглежда като негова платформа.
От 2011 г. насам Gartner поставя „интернета на вещите“ в общия цикъл на зрелост на новите технологии на етап „технологичен тригер“ с посочване срок на осъществяване над 10 години, а през 2012 г. е създаден специален цикъл на зрелостта за технологиите от „интернета на вещите“.

## Технологии

### Средства за идентификация
Включването в „интернета на вещите“ на обектите от физическия свят, които не са непременно снабдени с интерфейс за свързване към мрежи за предаване на данни, изисква прилагане на технологии за идентификация на обектите („предметите“). Въпреки че начален тласък за появяването на концепцията дава технологията RFID, за целта могат да се използват всички средства, прилагани за автоматична идентификация: оптично разпознаваеми идентификатори (щрих кодове, Data Matrix, QR кодове), RTLS (средства за определяне местонахождението в режим на реално време). При всеобщо разпространение на „интернета на вещите“ е необходимо по принцип да се осигури уникалност на идентификаторите на обектите, което на свой ред изисква стандартизация.
За обектите, непосредствено включени към интернет мрежите, традиционният идентификатор – MAC адресът на мрежовия адаптер, позволява да се идентифицира устройството на канално ниво, при това диапазонът на достъпните адреси на практика далеч не е неизчерпаем (248 адреса в пространството на MAC-48), освен това използването на идентификатора на канално ниво не е много удобно за прилагане. По-широки възможности за идентификация на такива устройства дава протоколът IPv6, осигуряващ уникални адреси на мрежово ниво за не по-малко от 300 млн. устройства на всеки жител на Земята.

### Средства за измерване
Особена роля в „интернет на вещите“ играят средствата за измерване, осигуряващи преобразуването на данните за външната среда в машинночетими данни, изпълвайки в същото време изчислителната среда със значима информация. Използва се широк клас средства за измерване, от елементарни сензори (например за температура, налягане, осветеност), уреди за измерване на потреблението (например умни броячи) до сложни интегрирани измервателни системи. В рамките на концепцията за „интернет на вещите“ средствата за измерване по принцип се обединяват в мрежи (например безпроводни сензорни мрежи, измервателни комплекси), вследствие на което е възможно построяването на системи за междумашинно взаимодействие.
Като особен практически проблем при внедряването на „интернет на вещите“ се отбелязва необходимостта да се осигури максимална автономност на средствата за измерване, преди всичко да се реши проблема за енергозахранването на сензорите. Намирането на ефективни решения, осигуряващи автономно захранване на сензорите (използване на фотоелементи, преобразуване на енергията на вибрациите, на въздушните потоци, използването на безпроводно предаване на електричество), ще позволи да се разширяват сензорните мрежи без да се повишават разходите за обслужване (например за смяна на батериите или презареждане на акумулаторите на датчиците).

### Средства за предаване на данни
Спектърът от възможни технологии за предаване на данни обхваща всичките възможни средства на безпроводните и проводни (компютърни) мрежи.
За безпроводното предаване на данни особено важна роля в изграждането на „интернета на вещите“ играят такива качества, като ефективност в условията на ниски скорости, устойчивост на откази, адаптивност, възможност за самоорганизация. Основен интерес в този контекст представлява стандартът IEEE 802.15.4, който разделя физическия слой и управлението на достъпа и който е основа за такива протоколи, като ZigBee, WirelessHart, MiWi, 6LoWPAN.
Сред проводните технологии важна роля за навлизането в „интернета на вещите“ играят PLC – технологиите, позволяващи да се строят мрежи за предаване на данни по електропроводни линии, тъй като в много приложения е предвиден достъп до електрически захранващи мрежи (например, вендинг автоматите, банкоматите, интелектуални броячи, контролерите за осветлението по начало са включени към електрозахранващите мрежи). 6LoWPAN, реализиращ слоя IPv6 както над IEEE 802.15.4, така и над PLC, бидейки открит протокол, стандартизиран от IETF, се отбелязва като особено важен за развитието на „интернета на вещите“.

## Прогнози
Според изследване на Gartner през 2017 г. свързаните устройства ще се увеличат с 30% и се очаква да достигнат 8,4 милиарда броя, като 63% от тях ще са от потребителския сегмент. Според компанията, като се изключат автомобилните системи, най-разпространените устройства в него са „умните“ телевизори и приставки, а в търговския сегмент преобладават „умните“ електромери и видеокамерите за наблюдение. През 2020 г. компанията предвижда общите разходи в този сектор да достигнат почти 3 трилиона щатски долара.